# Giuseppe Mazzarelli
 Giuseppe «Giusi» Mazzarelli (* 14. August 1972 in Uster) ist ein ehemaliger Schweizer Fussballspieler und heutiger -trainer. Er spielte auf der Position eines Verteidigers und wurde zwei Mal Schweizer Meister. Als Sohn italienischer Einwanderer aus Cerreto Sannita besitzt er auch die italienische Staatsbürgerschaft.

## Karriere

### Vereine
Giuseppe Mazzarelli wechselte 1985 vom FC Dübendorf in die Jugendabteilung des FC Zürich und schliesslich in dessen U-18-Mannschaft. Mit 18 Jahren debütierte er am 12. Juni 1991 beim 2:0-Sieg in der Auf-/Abstiegsrunde gegen den FC Schaffhausen für die erste Mannschaft in der Nationalliga A, als er in der 70. Minute für Ralph Heydecker eingewechselt wurde. Anfang 1996 lieh ihn der FCZ nach Unstimmigkeiten mit Trainer Raimondo Ponte für ein halbes Jahr an Manchester City aus, als ersten Schweizer in der Vereinsgeschichte Manchesters. Er bestritt zwei Spiele in der Premier League, wobei ihn Trainer Alan Ball lobte, er bringe «alles mit, um ein ganz Grosser zu werden». Danach kehrte er für ein weiteres Jahr zum FC Zürich zurück und wechselte Mitte 1997 zum Stadtrivalen Grasshopper Club Zürich. In der Saison 1997/98 wurde er mit GC Schweizer Meister, und die AC Fiorentina wurde aufmerksam auf ihn. Nachdem ihn Trainer Roger Hegi im März 1999 zusammen mit Kubilay Türkyılmaz aussortiert hatte, bestritt Mazzarelli ab 24. April bis Saisonende 6 Matches in der Auf-/Abstiegsrunde Nationalliga A/B für die Berner Young Boys, wobei er im Debüt beim 4:1-Heimsieg gegen den FC Aarau in der 16. Minute auch gleich sein 1. Saisontor zum zwischenzeitlichen 1:0 und in der 61. Minute per Penalty das 3:1 schoss.
Am 2. Juli 1999 holte ihn Trainer Marcel Koller, mit dem er bei GC noch zusammen gespielt hatte, schliesslich zum FC St. Gallen, wo er auf Anhieb Führungsspieler wurde. Sein Debüt mit dem FCSG hatte «Giusi» am 18. Juli 1999 beim 3:0-Heimsieg gegen den FC Zürich. 1999/2000 wurde er mit dem Club Schweizer Meister. In der Qualifikation zur Champions League im Hinspiel gegen Galatasaray Istanbul am 9. August 2000 wurde er in der 89. Minute mit der zweiten gelben und damit roten Karte vom Platz verwiesen und verpasste so das Rückspiel. Er bestritt mit den «Espen» 40 Spiele (36 NLA/3 Cup/1 Europacup) und schoss 4 Tore (3 NLA/1 Cup).
Im Juli 2000 unterschrieb Mazzarelli bei der in die italienische Serie B aufgestiegenen AC Ancona. Der Transfer wurde jedoch wegen finanzieller und administrativer Probleme nicht vollzogen. Deshalb wechselte er anderthalb Monate später zur AS Bari in die Serie A, wo er einen Vertrag über vier Jahre unterschrieb. Bei den Pugliese konnte er sich sofort einen Stammplatz erspielen, er erzielte gegen die AC Perugia Calcio bei der 1:4-Auswärtsniederlage am 16. Dezember 2000 zum 1:3 sein erstes Ligator, das zweite am 14. Januar 2001 gegen die AS Rom beim Auswärts-1:1 zum 1:0 für Bari, beide aus Freistössen. Er erhielt ein Angebot von Inter Mailand, aber Bari liess ihn nicht ziehen. Am Ende der Spielzeit stieg der Verein wieder in die Serie B ab, Mazzarelli hielt ihm trotzdem die Treue und kam auch in der Serie B vorerst noch regelmässig zum Einsatz. In der Saison 2002/03 wurde er jedoch nur noch vier Mal eingesetzt, und sein Vertrag wurde Mitte 2004 nicht mehr verlängert.
Mazzarelli war in eine Depression geraten. Nach einem halben Jahr ohne Vereinszugehörigkeit, in dem er sich mit der U-21 des FC Zürich, zu dem Trainer Lucien Favre ihn zurückholen wollte, fit hielt, unterschrieb er Anfang 2005 beim FC Baden in der Challenge League und beendete nach neun Teileinsätzen Ende 2005 vorläufig seine Karriere. Nach einem weiteren halben Jahr ohne Verein versuchte er Mitte 2006 noch einmal ein Comeback in der 2. Liga beim FC Bazenheid und beendete Mitte 2007 definitiv seine Karriere als Fussballspieler. Danach behandelte er erfolgreich seine Krankheit.

### Nationalmannschaften
Mazzarelli absolvierte zwei Spiele mit der U-19- und 1992–1993 sieben Spiele mit der U-21-Nationalmannschaft.
Sein Debüt mit der A-Nationalmannschaft hatte er am 6. September 1994 in Sion beim 1:0-Heimsieg gegen die Vereinigten Arabischen Emirate, als ihn Nationaltrainer Roy Hodgson in der 79. Minute für Marc Hottiger einwechselte. Weitere Debütanten waren Pascal Zuberbühler, Pascal Thüler und Murat Yakin (alle GC). Die Weltmeisterschaft 1994 in den USA verpasste er wegen einer Verletzung.
Sein nächstes Spiel mit der Nationalmannschaft absolvierte er erst wieder am 29. März 2000 in Lugano beim 2:2 gegen Norwegen, bei dem er durchspielte, nachdem er von Nationaltrainer Hans-Peter Zaugg nachnominiert worden war. In den folgenden Länderspielen spielte er weitere vier Mal durch und wurde sechs Mal ein- und ein Mal ausgewechselt. Fünf Mal sass er auf der Ersatzbank ohne Einsatz.
Sein letztes Spiel mit der Nationalmannschaft absolvierte er am 14. Februar 2002 in Limassol beim 2:1-Sieg gegen Ungarn im Internationalen Zypern-Turnier (Spiel um den 3. Rang), als er in der 46. Minute für Marc Zellweger eingewechselt wurde.
Er kam in insgesamt 13 Spielen mit der Nationalmannschaft zum Einsatz.
| Datum        | Stadt          | Heim                 | Resultat | Auswärts                     | Wettbewerb     | Tore | Anm.       |
| ------------ | -------------- | -------------------- | -------- | ---------------------------- | -------------- | ---- | ---------- |
| 06. Sep 1994 | Sion           | Schweiz              | 1:0      | Vereinigte Arabische Emirate | Freundschaft   | –    | 79.        |
| 29. Mär 2000 | Lugano         | Schweiz              | 2:2      | Norwegen                     | Freundschaft   | –    |            |
| 26. Apr 2000 | Kaiserslautern | Deutschland          | 1:1      | Schweiz                      | Freundschaft   | –    |            |
| 16. Aug 2000 | St. Gallen     | Schweiz              | 2:2      | Griechenland                 | Freundschaft   | –    | 84.        |
| 02. Sep 2000 | Zürich         | Schweiz              | 0:1      | Russland                     | WMQ 2002       | –    | 78.        |
| 07. Okt 2000 | Zürich         | Schweiz              | 5:1      | Färoer                       | WMQ 2002       | –    | Ersatzbank |
| 11. Okt 2000 | Ljubljana      | Slowenien            | 2:2      | Schweiz                      | WMQ 2002       | –    |            |
| 15. Nov 2000 | Tunis          | Tunesien             | 1:1      | Schweiz                      | Freundschaft   | –    | 89.        |
| 28. Feb 2001 | Larnaka        | Polen                | 4:0      | Schweiz                      | Freundschaft   | –    | 67.        |
| 24. Mär 2001 | Belgrad        | Serbien & Montenegro | 1:1      | Schweiz                      | WMQ 2002       | –    | Ersatzbank |
| 28. Mär 2001 | Zürich         | Schweiz              | 5:0      | Luxemburg                    | WMQ 2002       | –    | Ersatzbank |
| 25. Apr 2001 | Zürich         | Schweiz              | 0:2      | Schweden                     | Freundschaft   |      |            |
| 02. Jun 2001 | Toftir         | Färoer               | 0:1      | Schweiz                      | WMQ 2002       | –    | Ersatzbank |
| 06. Jun 2001 | Basel          | Schweiz              | 0:1      | Slowenien                    | WMQ 2002       | –    | Ersatzbank |
| 15. Aug 2001 | Wien           | Österreich           | 1:2      | Schweiz                      | Freundschaft   | –    | 66.        |
| 05. Sep 2001 | Luxemburg      | Luxemburg            | 0:3      | Schweiz                      | WMQ 2002       | –    | 67.        |
| 06. Okt 2001 | Moskau         | Russland             | 4:0      | Schweiz                      | WMQ 2002       | –    | 82′        |
| 13. Feb 2002 | Nikosia        | Zypern               | 1:1      | Schweiz                      | Freundschaft   | –    | Ersatzbank |
| 14. Feb 2002 | Limassol       | Ungarn               | 1:2      | Schweiz                      | Freundschaft * | –    | 46.        |
| Total        |                | Einsätze             | 13       |                              | Tore           | –    |            |

### Trainer
Mazzarelli machte bereits 2011–2015 Erfahrungen im Coaching, als er unter Massimo Rizzo Co-Trainer beim FC United Zürich war, mit dem er 2011 den regionalen Cup gewann.
Seit 2024 ist er beim FC Fällanden in der 3. Liga als Trainer unter Vertrag.

### Erfolge
Grasshopper Club Zürich
- Schweizer Meister: 1997/98

FC St. Gallen
- Schweizer Meister: 1999/2000

## Persönliches
Mazzarelli gründete nach seiner Fussballkarriere zusammen mit Bruno Di Jorio, dem Bruder seines Jugendfreundes und Kollegen vom FC Zürich Franco Di Jorio, die Firma «SuisseParking», die an den Flughäfen Zürich und Genf Parkdienste anbot. 2020 gründete er mit einem Freund die «Soccer5 & Events GmbH» für den Betrieb von Freizeit- und Sportanlagen. Die Firma wurde 2023 aufgelöst.
Mazzarelli war in erster Ehe mit der Schwester des Schweizer Ex-Nationalmannschaftsspielers Kubilay Türkyılmaz verheiratet und hat mit ihr eine Tochter. In zweiter Ehe hat er mit seiner Frau ebenfalls eine Tochter und wohnt in Dübendorf.
Mazzarellis Schwester Marisa Mazzarelli bestritt als Unihockeyanerin 54 Länderspiele und wurde mit den Red Ants Rychenberg Winterthur ab der Saison 1994/95 8 Mal in Folge Schweizer Meisterin. In Schweden wurde sie mit den Balrog Oilers (Botkyrka) Meister und Europacupsiegerin. Nach der Rückkehr in die Schweiz und dem vermeintlichen Rücktritt gab sie 2005 mit den Red Ants in den Play-offs ein Comeback und wurde ein 9. Mal Schweizer Meisterin.